# Hippodrome de Pontivy
L'hippodrome de Pontivy - Kernivinen se situe à Noyal-Pontivy dans le Morbihan accolé à l'aérodrome de Pontivy.

## Description
L'hippodrome a été inauguré le 24 août 1930. A cette date, il y avait cinq hippodromes à Pontivy. Celui de Kernivinen est atypique avec une montée et une descente de neuf mètres de dénivelé entre le haut et le bas.
C'est un hippodrome ouvert au galop et au trot avec une piste de 1 200 m en herbe avec corde à droite, ligne droite 300m et largeur 12m avec une route empierrée pour la voiture suiveuse.
Il est géré par la Société de courses de Pontivy dont le Président est Mr Renault André et la Présidente d'honneur Madame Le Strat Christine, Maire de la ville de Pontivy depuis 2014.
Entre  quarante et soixante bénévoles font vivre les lieux.
La société gestionnaire organise deux à trois réunions par an (avril, mai et juin).
S'y ajoutent à la structure :
- Plusieurs bâtiments destinés à l’administration et au contrôle des courses, à l’accueil du public et des professionnels,
- Emplacements pour ambulances et médecins,

- Tribunes,
- Parking,
- 14 boxes,
- 9 stalles,
- 2 aires de lavages,
- Restauration rapide,
- Buvette.

En 2021, un practice de golf sur la zone de 5,5 hectares située au centre de la piste engazonnée de l’Hippodrome était en projet puisque l'hippodrome est ouvert que deux fois dans l'année pour des courses hippiques et quelques jours supplémentaires pour diverses autres manifestations comme les championnats de Bretagne de cross-country,.
En 2024, l'hippodrome a accueilli la 142e édition des courses hippiques de l’hippodrome de Pontivy.

## Galerie photographique

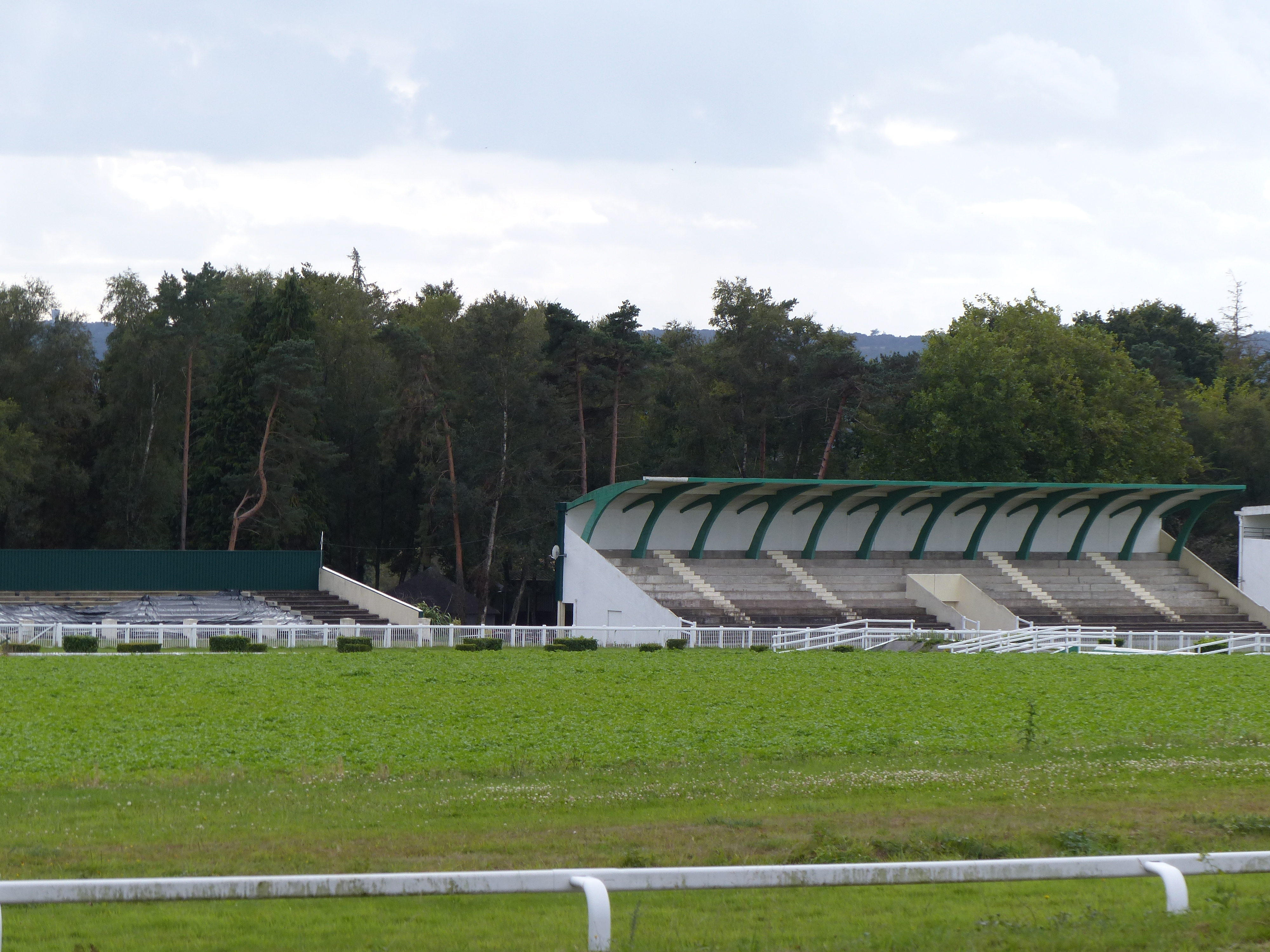
Hippodrome de Pontivy - Kernivinen en 2020
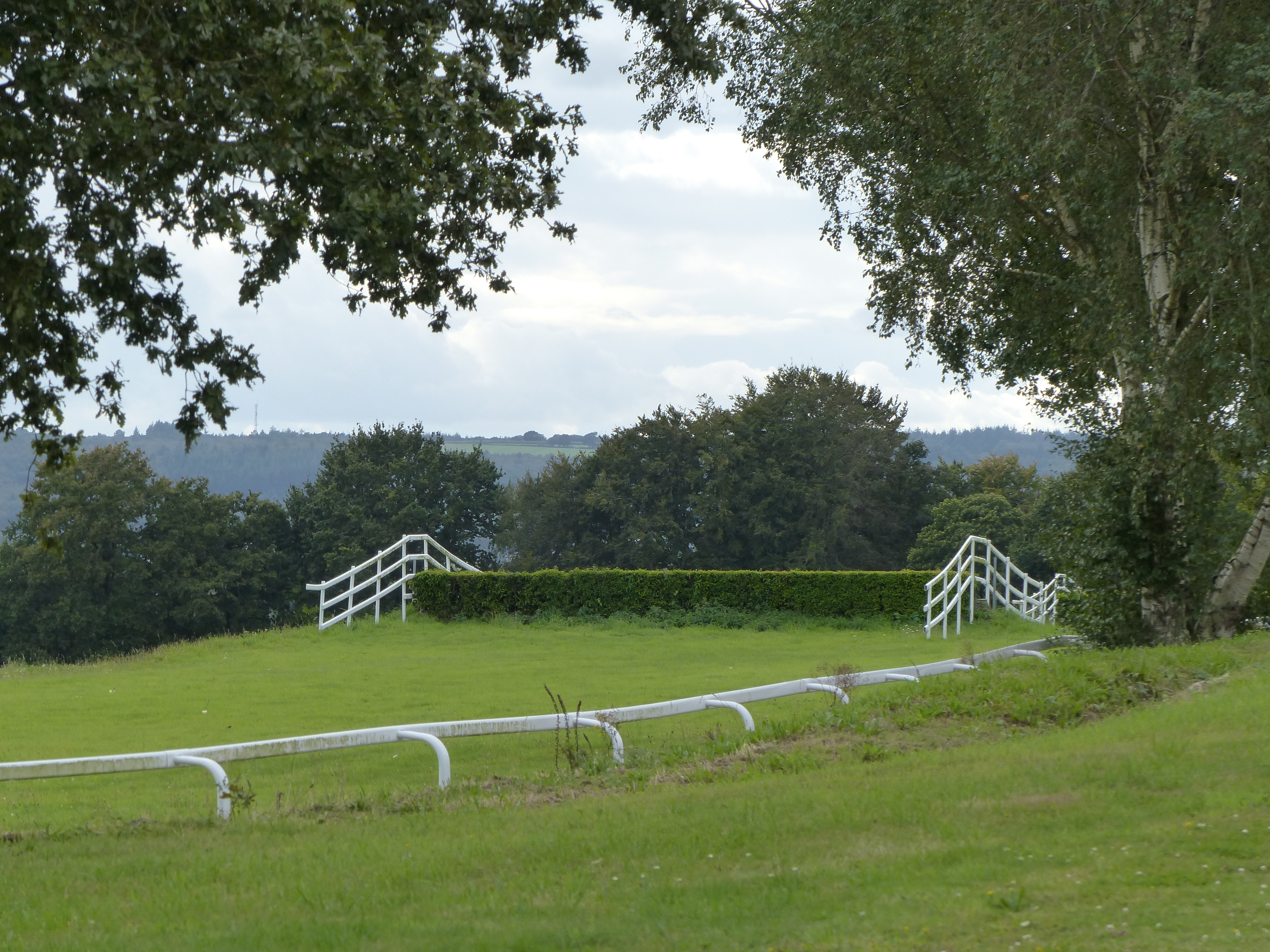
Hippodrome de Pontivy - Kernivinen en 2020
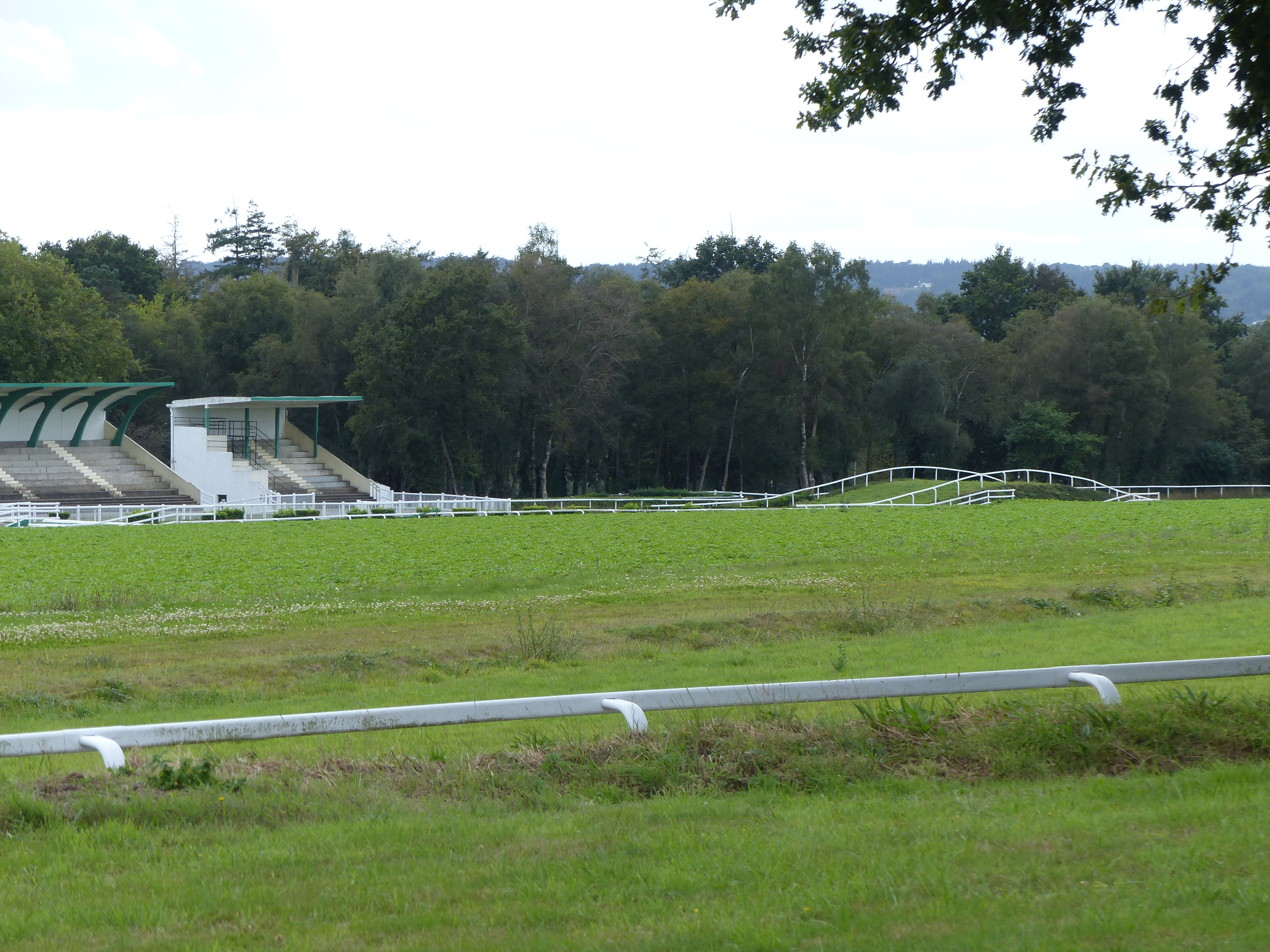
Hippodrome de Pontivy - Kernivinen en 2020
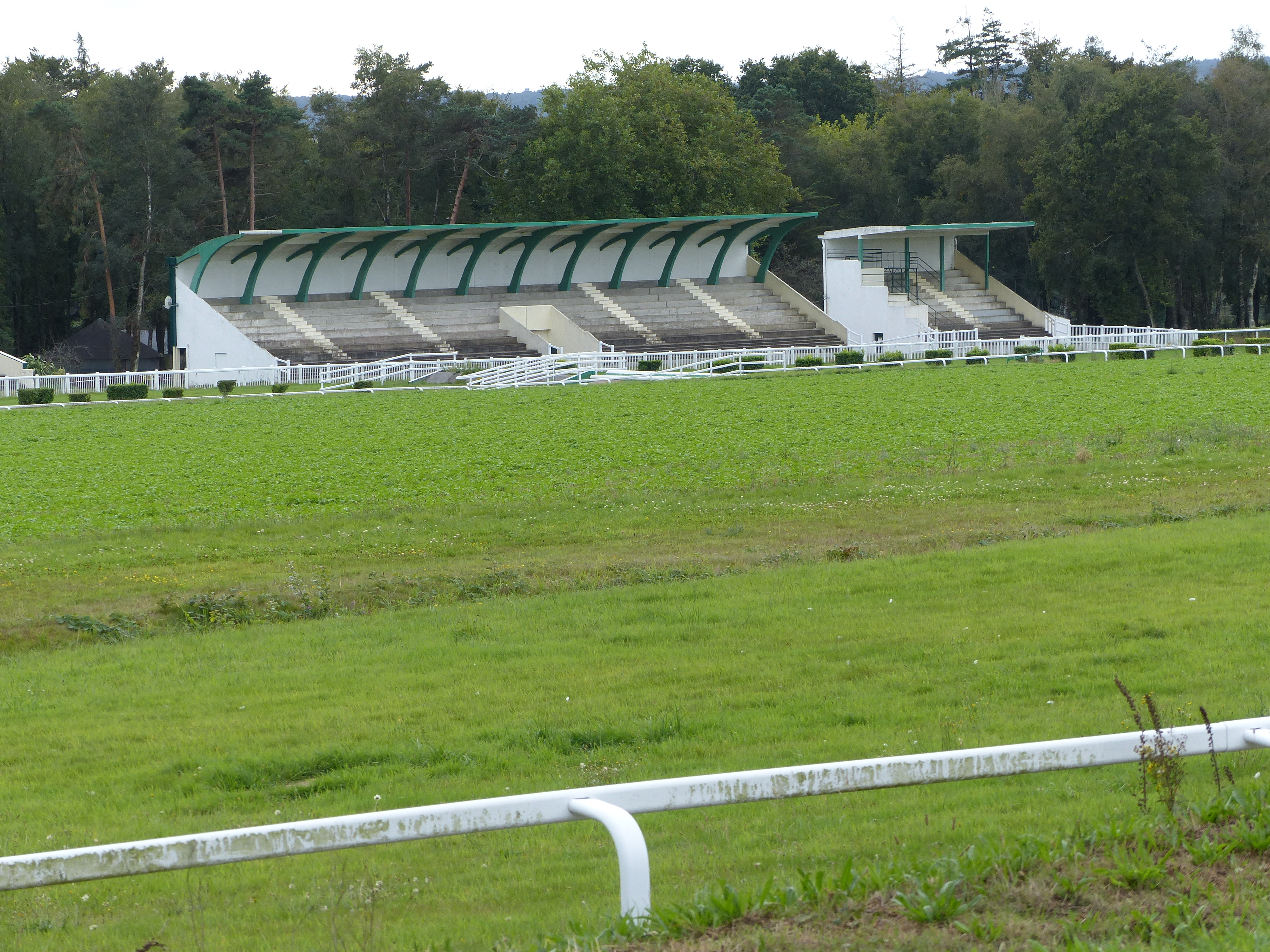
Hippodrome de Pontivy - Kernivinen en 2020
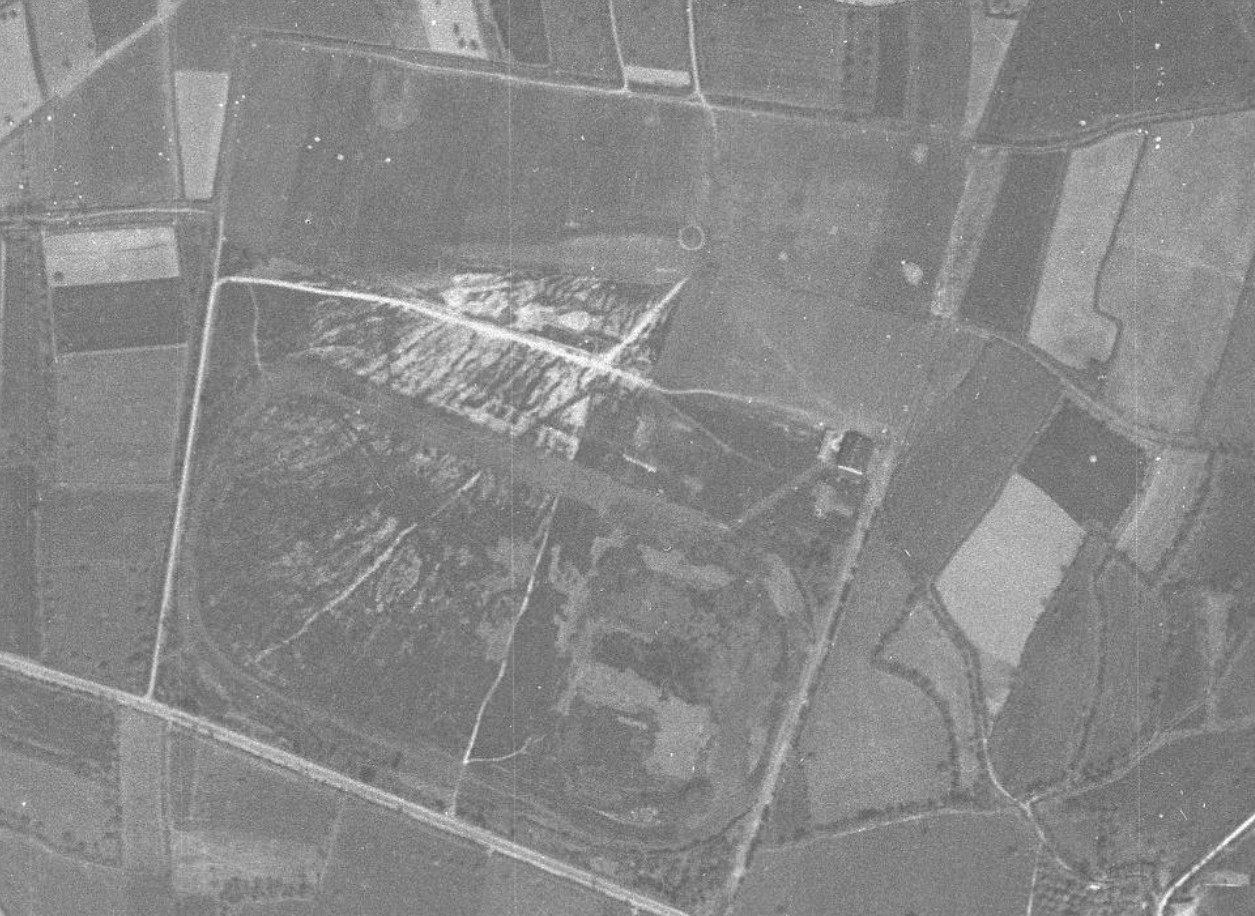
Hippodrome de Kernivien le 15 avril 1948.
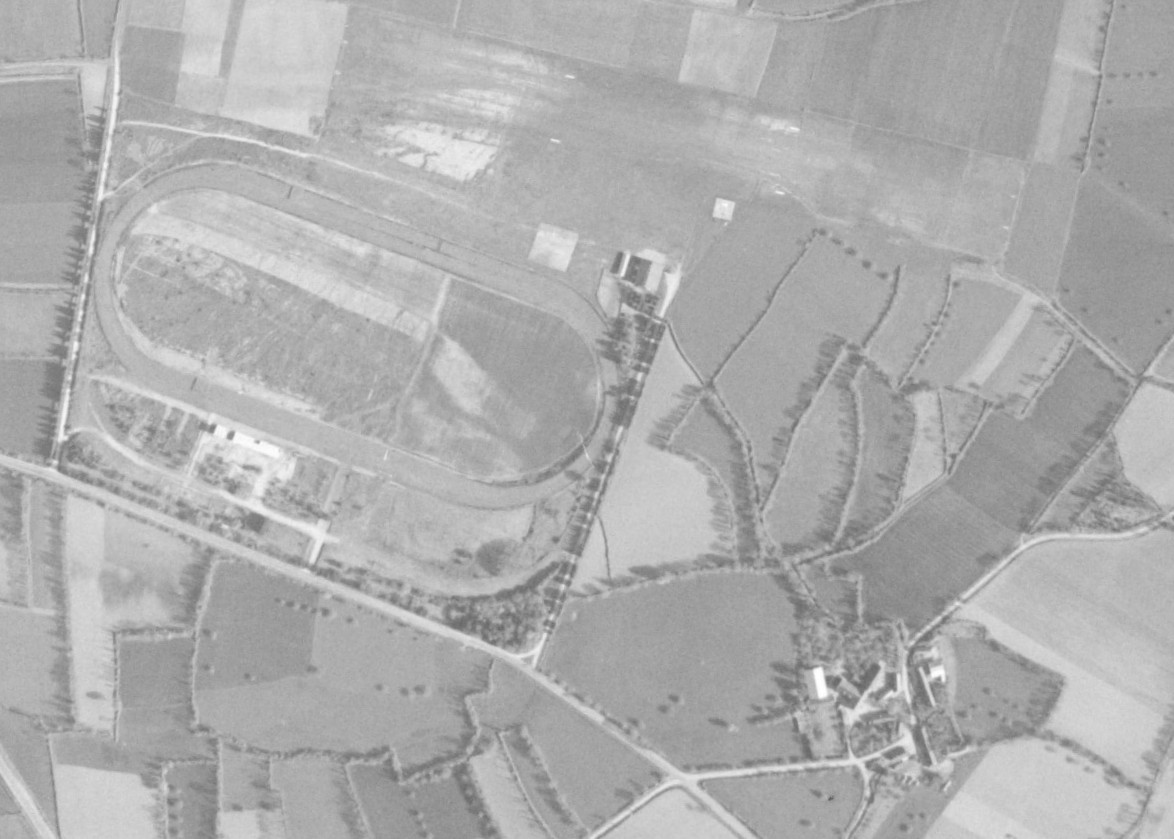
Hippodrome de Kernivien le 01 avril 1958.
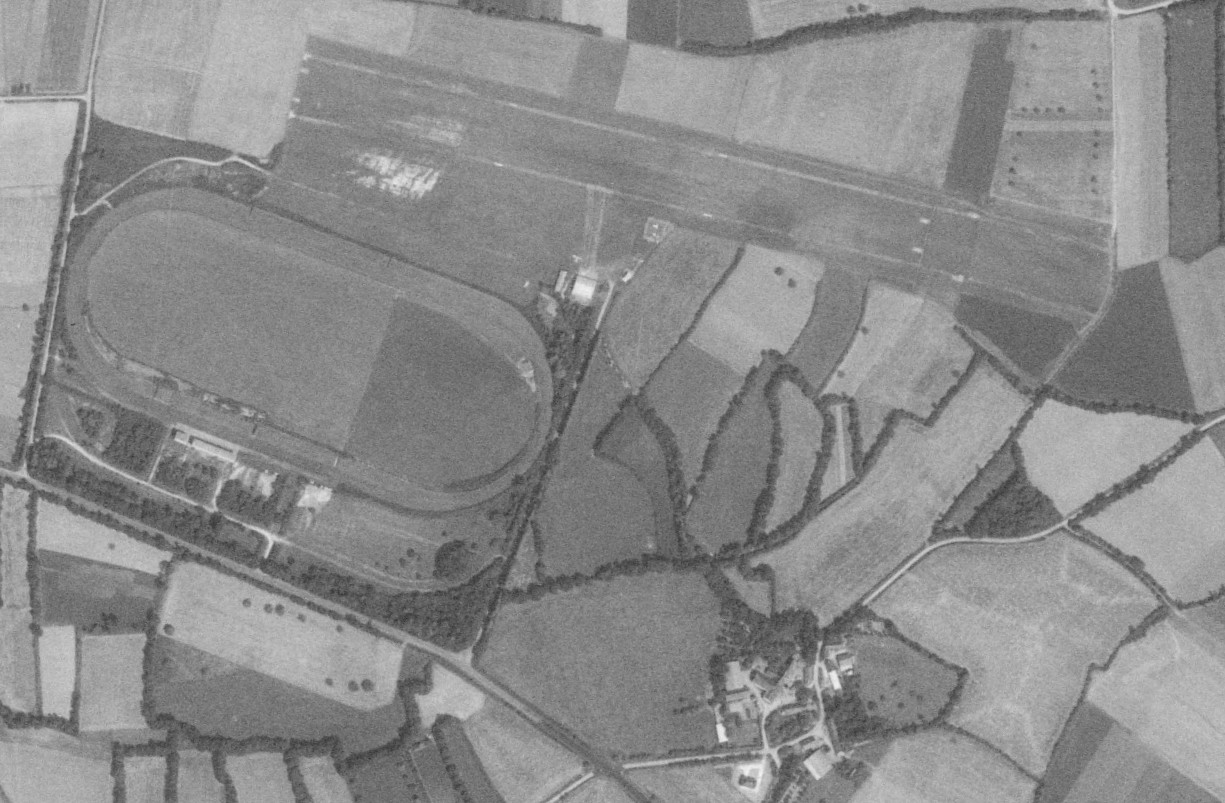
Hippodrome de Kernivien le 19 août 1966.
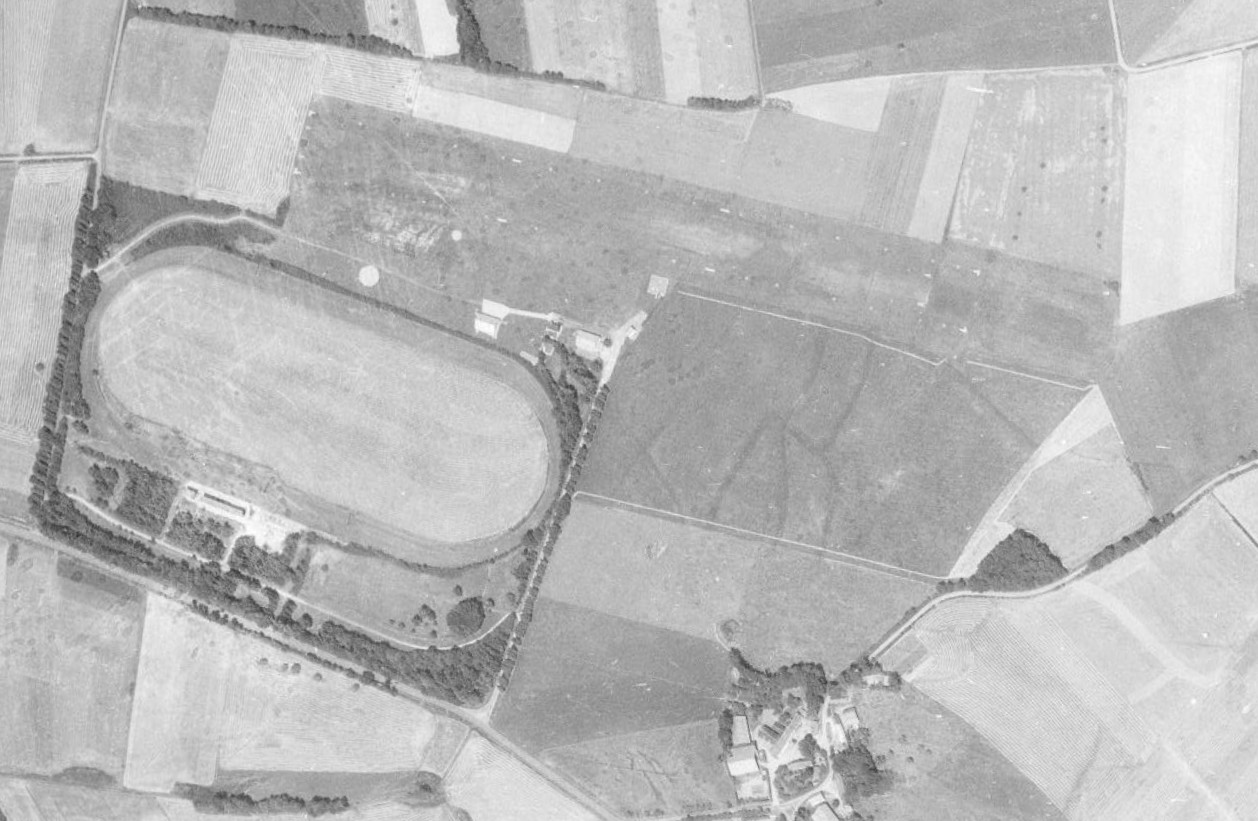
Hippodrome de Kernivien le 22 août 1972.
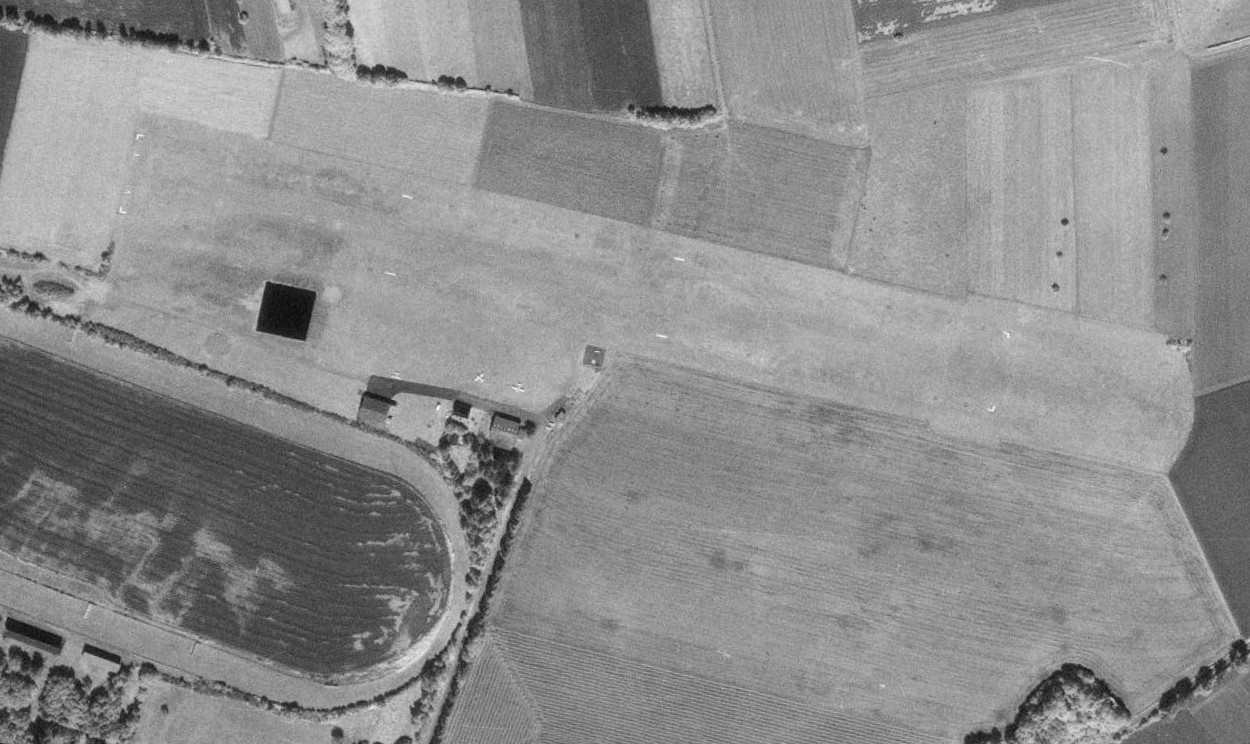
Hippodrome de Kernivien le 14 août 1976.
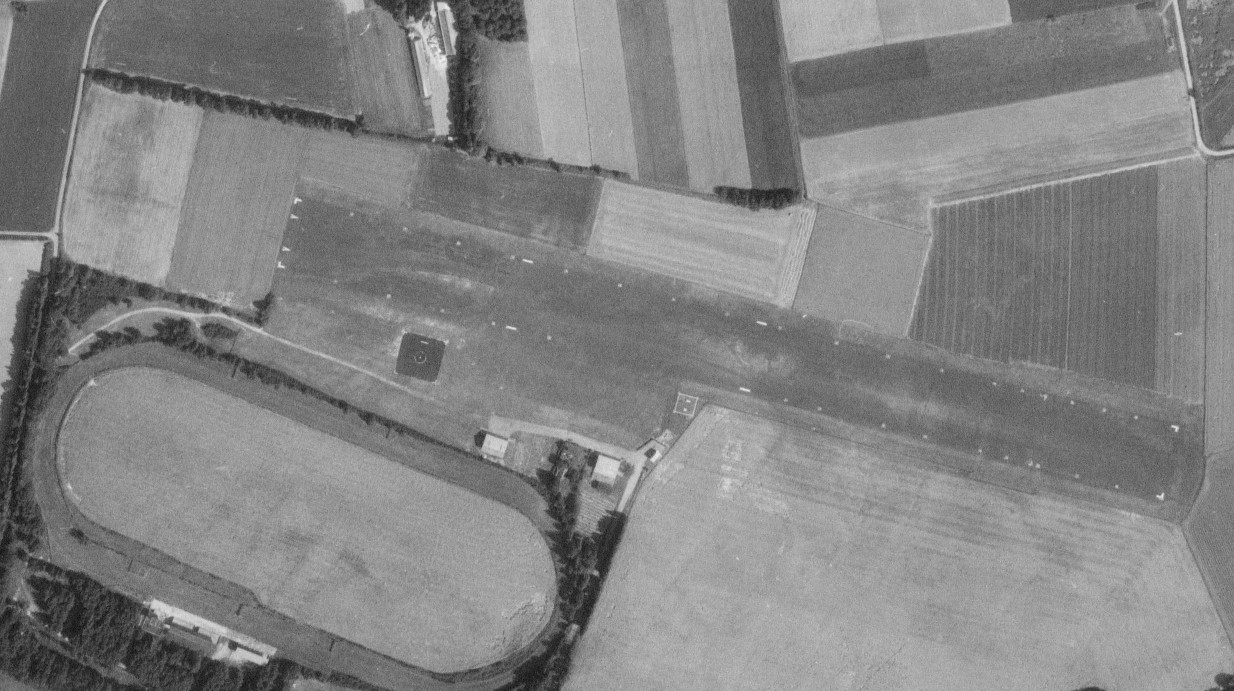
Hippodrome de Kernivien le 19 juillet 1981.
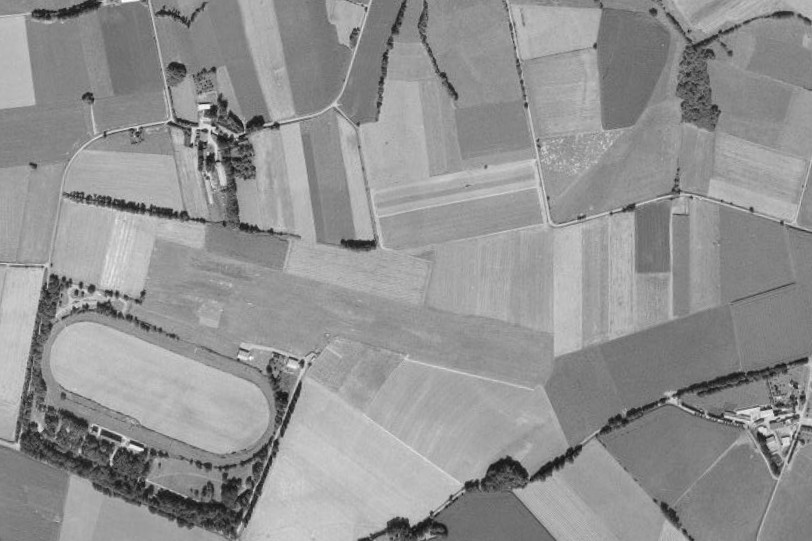
Hippodrome de Kernivien le 05 septembre 1986.
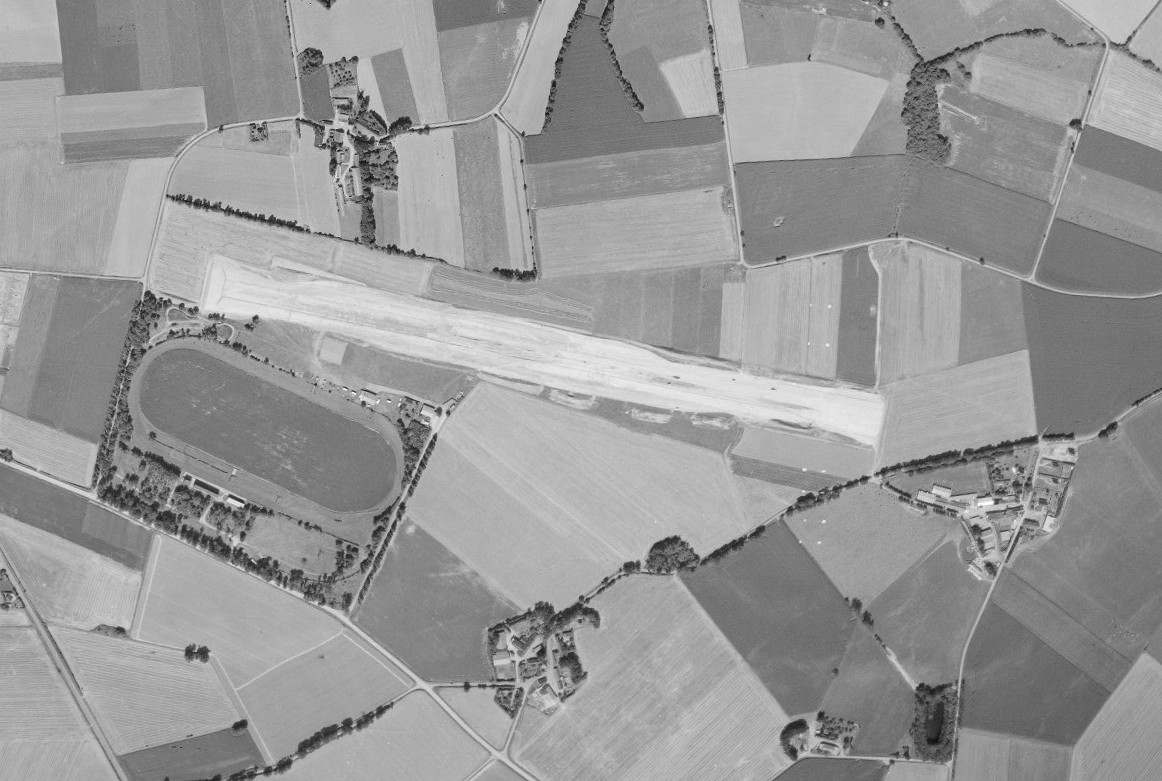
Hippodrome de Kernivien avec la piste enrobée de l'aérodrome en construction.
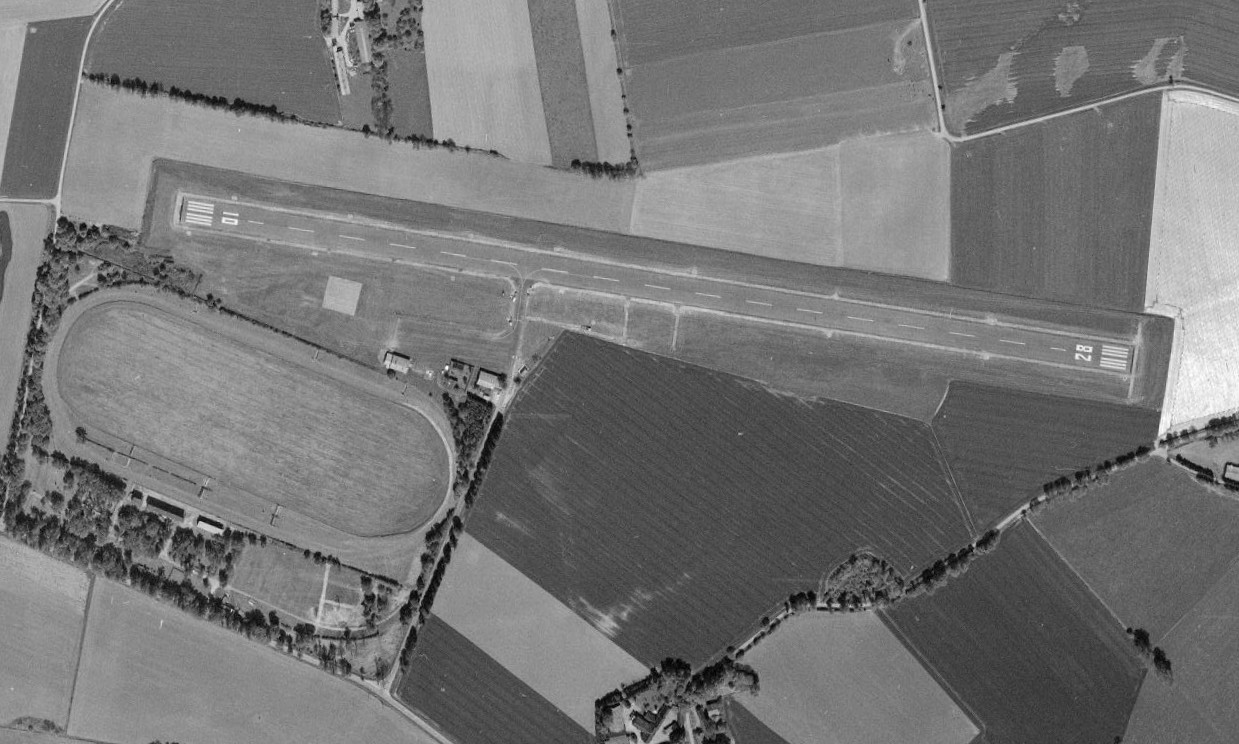
Hippodrome de Kernivien le 04 mai 1995.
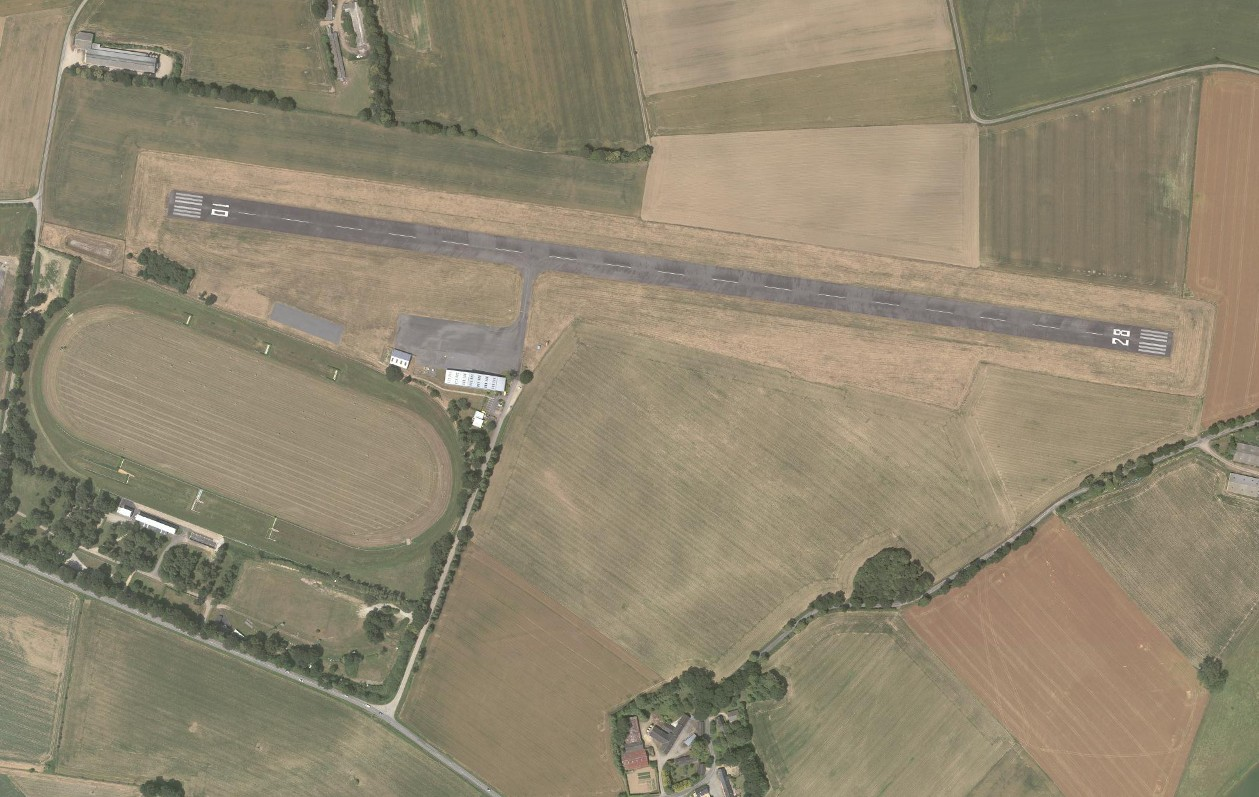
Hippodrome de Kernivien le 10 juillet 2013